# 月光仮面
月光仮面（げっこうかめん）は、KRテレビ（現・TBSテレビ）と宣弘社が制作し、『タケダアワー』第1作として1958年2月24日から1959年7月5日まで放送されたテレビ冒険活劇番組、またその覆面主人公ヒーローの名。川内康範原作。

## 概要
日本のヒーロー番組の元祖でもある。時代劇と探偵活劇の要素を組み合わせた作風は、その後のヒーロー番組に多大な影響を与えている。
漫画化された後に実写映画化されている。その後、1972年にテレビアニメ化、1981年に実写映画化、1999年にはキャラクターを転用したテレビギャグアニメ「ごぞんじ！月光仮面くん」も制作された。
長年にわたって「日本初のフィルム収録によるテレビ映画」と言われていたが、本作品以前の1957年に放送を開始していた『ぽんぽこ物語』のフィルムが2019年に発見され、現在はそちらが日本初とされている。

### 企画経緯
『月光仮面』前年の1957年の11月からKRテレビ（KRT）は、宣弘社を番組代理店に、10分間の帯番組形式の「国産初のテレビ番組」として、コメディー時代劇『ぽんぽこ物語』（東京テレビ映画制作、宮崎博史原作・川内康範脚本）を放送していた。しかし、この番組は翌年2月での打ち切りが決まり、武田薬品工業がスポンサーを降板しそうになった。このため武田薬品と縁の深い広告代理店宣弘社としては番組枠を押さえ続けるため、その後釜としてのテレビ番組制作を急遽企画しなければならなくなった。
しかし、KRT側から提示された予算は10万円で、宣弘社社長の小林利雄は相場を知らずに引き受けたが、この当時のテレビ業界では「30分枠のテレビ番組で80万から100万円の制作費が必要」といわれており、小林は旧知である東映のマキノ光雄専務に相談したが、「とても無理」として相手にしてもらえなかった。そこで小林は、自社制作によってこの予算不足を補い、広告代理店としての面目を保つべく、この『月光仮面』の製作のためにテレビ・ラジオ広告制作会社であった「宣弘社プロダクション」にテレビ番組制作部門を設立した。
小林は「スーパーマンみたいなヒーローにしよう!」といったという。川内もまた、備蓄の少ない当時の日本が貴重なドルを費やしてアメリカのテレビドラマを輸入することは国益に反すると憂慮しており、これに応えて同年の暮れには映画製作者の西村俊一を小林に引き合わせ、新しい番組企画に取り組むこととした。
翌年の年頭から企画に参加した西村は、「『鞍馬天狗』のような番組はどうか」と川内に提案、予算不足から時代劇は無理と判断し、これを現代劇とする方向が決まった。そこで、川内はこの西村の案を基に、人々の危機に颯爽と現れる『おどる仮面』との番組原案を執筆した。
この題名を物足りなく感じた西村は、「人々の苦難を救済する＝菩薩」をイメージしたネーミングとして、「日光菩薩の名を借りた『日光仮面』」を考案、さらに進めて「月光菩薩の名を借りた『月光仮面』」へと発展し、これが決定案となった。初期には『月光王者』などの案もあったが、語呂や言葉の意味などから『月光仮面』となった。
放送日は2月24日からと決定していたものの、年頭の段階では何も決定しておらず、西村は慌ただしくスタッフやキャストの人選を行わなくてはならなかった。そこで西村は以前在籍した「綜芸プロダクション」で伊藤大輔に師事し、助監督や編集を務めてきた船床定男を26歳の若さで監督に抜擢。続いて東映東京撮影所の大部屋俳優だった大瀬康一を、オーディションによって抜擢した。大瀬の抜擢の最大の理由は、小林によると「声がいい」からという理由だった。また「子供に好かれそうな顔であったから」ともしている。大部屋俳優を主演に添えたのは出演料を安く抑えるためでもあった。
撮影スタッフも予算不足を考慮し、西村の映画会社時代の人脈から、「テレビ映画」制作の意欲に燃える無名の若者たちが集められた。その他のスタッフも社内で持ち回りとなり、フィルム編集は西村が行なった。月光仮面や悪人の仮面・覆面姿は美術スタッフの小林晋によるもので、いつでも代役を起用できるようにとの苦肉の策でもあった。実際に、どくろ仮面を宣弘社の社員が演じたこともある。
こうしてスタッフ陣が整い、撮影に入ったのは放送3週間前を切った、1月31日のことだった。プロデューサーも監督も主演も、すべて初の経験者という陣容であり、また「宣弘社プロ」自体が初の番組制作だった。
制作費については、KRTから2万円、武田薬品から3万円の援助を受け15万円とし、その後30分枠になった際に70万円に引き上げられた。

### 製作エピソード
月光仮面の吹き替えを演じた野木小四郎は、たまたまロケを見物していて「下手だなあ」とつぶやいたところを船床監督に聞かれたのがきっかけで、演技に関しては全くの素人ながら、翌日から月光仮面の衣装をつけスタントをおこなうようになった。野木はのちにプロデューサーに転身した。
撮影スタジオも低予算で確保できないため、小林の自宅をスタジオ代わりにし、応接間が「祝探偵事務所」、車庫がどくろ仮面のアジトなどに使われ、撮影中は小林夫人らは邪魔にならないよう旅館に泊まっていた。後に宣弘社の三代目社長となる小林の長男・小林隆吉は、急遽撮影することになったシーンに新聞配達員役で出演している。
それ以外は白金の小林邸近辺で、オールロケで撮影された。東京タワーが映りこんでいることも多く、第1部では建設途中であったが、第4部では完成している。大瀬の証言によれば警視庁の屋上で撮影を行ったこともあるという。
予算の都合で機材もろくに揃わなかったため、当初はフィルモというゼンマイ式の小型16mmカメラが使われた。フィルモはフィルム1巻で28秒しか撮影できないものだったが、これがかえってテンポの速いカット割りを生み、ドラマ展開にスピーディな印象を与える効果を挙げた。30分番組になってからも制作費は約70万円と低予算は変わらず、移動撮影用のレールが用意できなかった。カメラはズーム可能な16mmが導入されたため、移動撮影に代えてズーム撮影を多用している。一方で、当時は35mmフィルムが主流であったためスタッフはコマの小さい16mmを扱い慣れておらず、ピストルの発射音が合わないなどのこともあった。
自動式拳銃のプロップガンは電気式で一発ずつしか撃てなかったため、連射するシーンでは隠し持っていた別の銃に持ち替えて撮影していた。マシンガンのプロップガンは炎と煙が出るだけのもので、『'60年代 蘇る昭和特撮ヒーロー』ではガスバーナーを改造したものではないかと推測している。
バイクはホンダから提供された。撮影用のほか50ccのカブも借用し、現場の移動用に用いられた。
野外場面でのバックグラウンドには頻繁に鳥の鳴き声が使われており、それもほぼ全てが同じものである。主に三光鳥の鳴き声で、その間から時鳥や鶯がさえずり聞こえるというものである。この効果音は、これらの鳥類の生息環境でない場所でも平気で使われている。また夜のシーンになるたびに、夜間を強調するため毎回同じ犬の遠吠えが使われている。効果音は東宝から無断借用されたものもあるという。
武田薬品工業の1社提供による『タケダアワー』第2回作品であり、作品中に「武田薬品の栄養たっぷりのプラッシーですね」などといった台詞や武田薬品の広告が度々登場する（プロダクトプレイスメント）。

### 反響
川内作詞、小川寛興作曲の主題歌『月光仮面は誰でしょう』（歌は近藤よし子、キング子鳩会）と共に子どもたちの圧倒的な支持を受け、平均視聴率は40%、最高視聴率は67.8%（東京地区）を記録し、放送期間は当初の3ヶ月から大幅に延長された。放送時間には銭湯から子どもの姿が消えたという。『月光仮面は誰でしょう』のレコードは当時の子ども向け楽曲としては異例の10万枚以上を売り上げる大ヒットとなった。
宣弘社社長の小林利雄は、当初は制作を間に合わせるのに手一杯で反響を気にしていなかったが、次第に手応えを実感するようになったという。小林は東芝に子供たちが集まりそうな場所へ街頭テレビの設置を依頼し、これも人気を博した。その後、視聴者の子供たちから「（10分では）すぐに終わってしまう」との要望が殺到したことをうけ、TBSは番組枠を30分に拡大した。
タカトクのお面などの関連商品もヒットした。それらは全て無許諾商品で、当時はマーチャンダイジングという発想もなかったため、宣弘社社長の小林利雄は「ああいうのは番組の宣伝につながるわけですから、『どうぞ、どんどんやって下さい!』と応えて、お金なんかもらわなかったですよ」と述べている。
しかし、識者と言われる層からは評判が悪く、俗悪視され、月光仮面の真似をして子どもが高所から飛び降りて怪我または死亡する事故が続発し、新聞や週刊誌から「有害番組」だと批判を受け、1959年3月には『週刊新潮』を川内が提訴する騒ぎも起きた。この結果、1959年7月5日をもって打ち切りになった。最終回の視聴率は42.2%（東京地区）だった。

## キャラクターとしての月光仮面
月光仮面は、悪人によって危機に陥った人々の前に颯爽と現れる正義の味方である。白いターバンと覆面の上に黒いサングラスと白マフラー、白の全身タイツに黒いベルトを着け、裏地に色のついた白マントをまとい、手袋とブーツを着けている。祝探偵と同じ声色をしている。正体ともども、衣装をまとった扮装者なのか、超科学や神秘現象による変身者なのかも謎である。能力的にも生身の人間なのか超人なのか微妙なところがある。
月光仮面の実際の衣装の色は白ではなく薄黄色だった。マントは表が黄色、裏地は黒だった。カラーで掲載される際や実写の着ぐるみやフィギュアではその色で塗色されている。
悪事のあるところへオートバイに乗って駆け付け、「月光仮面の歌」とともに颯爽と現れ、悪を蹴散らし正しい人々を救い出す。月光仮面は自らの正義の心と身ひとつによって悪を懲らしめる。常人離れしたジャンプ力（片足跳びである）を持っており、瞬間的に他の場所に現れることが出来る。
「憎むな、殺すな、赦（ゆる）しましょう」という理念を持ち、悪人といえども懲らしめるだけで過剰に傷つけることはなく、人命は決して奪わない。武器として2丁の自動拳銃を持っているが、もっぱら威嚇と牽制に使い、発砲しても悪人の武器を撃ち落とすためにしか使わない。
ターバンの前面には三日月のシンボルを飾っているが、これは月の満ち欠けを人の心になぞらえ、「今は欠けて（不完全）いても、やがて満ちる（完全体）ことを願う」という理想、「月光は善人のみでなく、悪人をも遍く照らす」との意味が込められている。裏向きの「27日の月」が描かれている図版があるが、誤りである。
この極めて東洋的な正義観は、原作者の川内の実家が日蓮宗の寺だったことが影響しているともいわれている。月光仮面の発想は薬師如来の脇に侍する月光菩薩（がっこうぼさつ）から得られたもので、「正義の味方」という言葉自体も、「正義」そのものの神仏への脇役的位置づけを示すものであり、「決して『正義そのもの』ではない」との意味を込めることに川内がこだわったものだった。川内本人は「正義の助っ人」との表現を好んだという。なお「正義の味方」という言葉自体を川内の造語だとする説もあるが、実際には徳富蘇峰や内村鑑三の著作に加えて『黄金バット』など、月光仮面以前から多数の用例が存在する語である（具体的な用例は「正義の味方#用例」を参照）。
一方で川内は晩年、鈴木邦男に対し、三日月の意味を「イスラム」だと語った。鈴木は『何を言ってるのだろうと思った。でも、考えてみると、1960年代、「月光仮面」の次は「七色仮面」で、その次は「アラーの使者」だった。だから本当なのだ。昔から、イスラムに対する憧れがあったのだろう』と回想、推理している。
月光仮面が載るオートバイは、ホンダの「ドリームC70」（2気筒250cc）を白く塗って使った。なお、ヘルメット着用義務（罰則なし）が開始されたのは1965年から、現在の形での義務化は1986年であり、撮影当時はノーヘルやターバンでも特に問題視されなかった。

## 登場人物
祝 十郎（いわい じゅうろう）
私立探偵。五郎八とカボ子を助手に、自宅兼事務所の「祝探偵事務所」を構えている。明晰な頭脳と高い運動能力を持ち、警察から絶大な信頼を得ている。松田警部の依頼を受けて様々な事件を追う。銃の携帯者であり、これは警視庁も公認である。
祝が姿を消すと月光仮面が現れ、月光仮面が姿を消すと祝が現れることが多いことから「月光仮面の正体」と目されることもあるが、当時のオープニングのテロップでは（月光仮面：?）、（祝十郎：大瀬康一）と表記される場合があり、祝十郎が月光仮面だとは断定されていない。
袋 五郎八（ふくろ ごろはち）
祝の助手。力が強いがおっちょこちょいで、しばしば失敗をするが、とても人が良い。コメディリリーフ的存在。月光仮面の衣装を着けて、身代り役を務めたこともあった。
カボ子
本名不明の祝の助手。五郎八のボケに対するツッコミ役。きびきびとした利発な女性で、トランプ占いを得意とする。
繁（しげる）
祝探偵事務所に住んでいる小学生の少年。機転が利き、事件の糸口を掴むことも。
木の実（このみ）
繁と二人で祝探偵事務所に住んでいる小学生の少女。繁とともに、祝が面倒を見ている戦災孤児である。
松田刑事部長
警視庁の刑事。祝とともに事件を追うが、悪人たちに毎回翻弄される。捜査の全般を祝と月光仮面に頼っており、祝に助言を請うこともしばしばである。「たまには我々だけで事件を解決したいものだ」などとつぶやくこともあった。
山本記者
「東都タイムス」の記者。松田刑事や祝にしばしば協力して事件に迫る。

## キャスト

### レギュラー
- 月光仮面 - ?
- 祝十郎 - 大瀬康一
- 袋五郎八 - 久野四郎（第1部） / 谷幹一（第2部以降）
- カボ子 - 宇野よし子（第1部） / 日輪マコ（第2部） / 久里千春（第4部） / 布地由起江（第5部）
- 繁 - 日吉としやす
- 木の実 - 猿若久美恵（第1、2部） / 山田のり子[注釈 7]（第3部以降）
- 松田刑事部長 - 佐藤一郎（第1部） / 千葉隆三（第2部以降）
- 山本記者 - 大塚周夫（第1、2部） / 花田京介（第4部） / 田中邦明（第5部）
- 北村警官 - 加藤精三
- 安井警官 - 北村弘一

### 各部ゲスト
参照岩佐陽一 2001, pp. 20–21, 「月光仮面の世界」
- どくろ仮面 - ?（第1部・第5部）
- 赤星博士 - 武藤英司（第1部）
- 柳木博士 - 小栗一也（第1部）
- 女中 - 深川きよ美（第1部）
- サタンの爪 - ?（第2部）
- スラバ・サタン - 武藤英司（第2部）
- 浅香昌弘 - 高塔正康（第2部）
- 小山不二子 - 徳永街子（第2部）
- 山本節子 - 藤原文子（第1部・第2部・第5部）
- マキ - 深川きよ美（第2部）
- サブーナ - 十朱三郎（第2部）
- レンジーノ - オレンヂ河野（第2部）
- 結城博士 - 佐藤一郎（第2部）
- ハンチングの由 - 宮田洋容（第2部）
- 殺し屋X - 高塔正康（第3部）
- ドクター - 小川純（第3部）
- 海猫三次 - 赤尾関三蔵（第3部）
- 片目 - オレンヂ河野（第3部）
- X7号 - 宮田洋容（第3部）
- X5号 - 打越正八（第3部）
- 山脇博士 - 王島精二（第3部）
- マンモス・コング - 高木新平（第3部）
- 藤田秀夫 - 王島精二（第4部）
- 藤田道子 - 加納栄子（第4部）
- 鷹ノ羽道寛 - 佐藤一郎（第4部）
- 湯本博士 - 天津浩一（第4部）
- 鈴木博士 - カワベキミオ（第4部）
- おりん - 深川きよ美（第4部）
- 幽霊党の男 - オレンヂ河野、赤尾関三蔵（第4部）
- 谷川剛一郎/竹林賢法 - 高塔正康（第4部）
- 白上博士 - 高塔正康（第5部）
- スナイダー - マイク・ダニーン（第5部）
- 西川 - 北川国彦（第5部）
- 久美子 - 加納栄子（第5部）
- 下村 - 加藤精三（第5部）

## スタッフ
- 制作 - 宣弘社プロダクション
- 企画 - 小林利雄
- 製作 - 西村俊一
- 原作・脚本 - 川内康範
- 監督 - 船床定男
- 音楽 - 小川寛興
- 撮影 - 宮西良太郎
- 美術 - 小林晋
- 照明 - 衣川秀武
- 録音 - 山元三彌
- 助監督 - 都成潔
- 編集 - 根本英夫
- 撮影助手 - 大木篤夫
- 美術助手 - 今保太郎
- 進行 - 白木啓八

## 音楽
主題歌「月光仮面は誰でしょう」
作詞 - 川内康範 / 作曲 - 小川寛興 / 歌 - 近藤よし子&キング子鳩会
挿入歌「月光仮面の歌」
作詞 - 川内康範 / 作曲 - 小川寛興 / 歌 - 三船浩
当初は「月光仮面の歌」が主題歌として作曲された。

## 各部解説
- 第1部 どくろ仮面篇 全71回
- 第2部 バラダイ王国の秘宝 全21回
- 第3部 マンモス・コング 全11回
- 第4部 幽霊党の逆襲 全13回
- 第5部 その復讐に手を出すな 全14回
  - 第1部第1話のみ18時00分 - 18時30分／第2話以降10分の帯番組で週6回 18時00分 - 18時10分[注釈 8]
  - 第2部 - 第3部8話まで[注釈 9]毎週日曜18時00分 - 18時30分　（※第二部よりネット局が7局に増加）
  - 第3部9話 - 第5部まで 毎週日曜19時00分 - 19時30分　（※第五部よりネット局が全国21局に増加[注釈 10]）

### 第1部 どくろ仮面篇
日本の科学者たちが生み出した驚異の新型爆弾「ジョー発爆弾」を狙って、どくろの仮面を着けた怪人物「どくろ仮面」を首領とした国際スパイ団が日本に上陸した。名探偵祝十郎は、警視庁の松田刑事部長の依頼を受けてどくろ仮面に立ち向かう。危機に陥った彼らの前に突如さっそうと現れる白マスクの人物は、「正義の味方、月光仮面」と名乗り、2丁拳銃で悪に立ち向かっていく。
本放送時には副題はなく、「どくろ仮面篇」は後年の後付とされる。
第1話のマスター・ネガは、宣弘社のフィルム倉庫整理の際に、保存状態の劣悪な貼り付いた状態で発見され、修復は困難と判断した社員の田村正蔵が破棄してしまった。また、第1部は数本の原版フィルムを紛失してしまっている（第9 - 12、41、44話）。再放送時、オープニングのフィルムは全て『幽霊党の逆襲』のものに差し替えられた。映像ソフトでは各部それぞれ第1話のフィルムに差し替えられている。
CS局のファミリー劇場では2010年10月からHDリマスター化して再放送された。この際、現在上映不可能とされる“幻の第一話”のフィルム断片や台本、それに関する情報が集められた。オリジナルの物品（フィルム・台本など）は発掘できなかったものの、この課程で得られた数々の情報を元に復刻版・第1話が製作され、放映された（これに関する詳細は#特別企画の節に記載した“ 復刻版・第1話 ”を参照）。
撮影中に月光仮面役の大瀬康一が足を骨折し、途中から祝十郎はインドへ行ったという設定になり、月光仮面役は赤尾関三蔵が務めた。
「国際スパイ団」
その名の通り、「ジョー発爆弾」を狙って日本に上陸したスパイ団。首領は「どくろ仮面」という髑髏の面を着けた黒ずくめの男。

#### 放映リスト（第1部）
| 1  | 月光仮面現わる   | 25 | 敵の裏側に              | 49 | 裏切者……              |
| 2  | 危険重なる       | 26 | 奇襲戦法                | 50 | 敵は考える            |
| 3  | 疑われた仮面     | 27 | アジト急襲              | 51 | 二つの顔の老婆        |
| 4  | 夢の脅迫者       | 28 | 謎の女                  | 52 | どくろの罠            |
| 5  | 悪魔の微笑       | 29 | 赤星博士は生きているか? | 53 | 事件は飛ぶ            |
| 6  | 捕らえて見れば   | 30 | 複雑怪奇である          | 54 | 拳銃は招く            |
| 7  | 月よりの使者     | 31 | 月とオルゴール          | 55 | 蛇と悪党              |
| 8  | 間違われた迷探偵 | 32 | 意外なる挑戦            | 56 | 危機一発              |
| 9  | 謎の顔           | 33 | 悪魔の血笑              | 57 | 火焔魔出現            |
| 10 | 悪魔の脅迫       | 34 | 死か、それとも          | 58 | 消えたオルゴール      |
| 11 | 新聞は正義だ     | 35 | 二人の月光仮面          | 59 | ドラゴン来る          |
| 12 | 美女と妖婆       | 36 | 五郎八捕る              | 60 | 張られたワナ          |
| 13 | 敵あなどりがたし | 37 | 電話の魔術              | 61 | 危うし月光仮面        |
| 14 | 暁の勝利         | 38 | 名探偵出現す            | 62 | 秘密命令              |
| 15 | 危険なドライブ   | 39 | 月下の決闘              | 63 | 名探偵活躍す          |
| 16 | さてどうなる     | 40 | 美わしの呼声            | 64 | 山本は何処へ          |
| 17 | 運命の七時       | 41 | 決然として起つ          | 65 | 正義の苦悩            |
| 18 | 神の如く現る     | 42 | さかさま戦術            | 66 | 決戦の前夜            |
| 19 | 勇敢なる人々     | 43 | 眞晝の銃声              | 67 | 良心の叫び            |
| 20 | 運がわるすぎる   | 44 | 酷なるボス              | 68 | ジョー発爆弾の秘密は! |
| 21 | 奇妙な手紙       | 45 | お先に失敬              | 69 | 脱がされた仮面        |
| 22 | どくろの指令     | 46 | 救われたユリ            | 70 | 不安のひととき        |
| 23 | 声はすれども     | 47 | 彼の正体は……            | 71 | 勝利の歌声            |
| 24 | 敵は動き出した   | 48 | 仮面は裁く              | -  | -                     |

### 第2部 バラダイ王国の秘宝

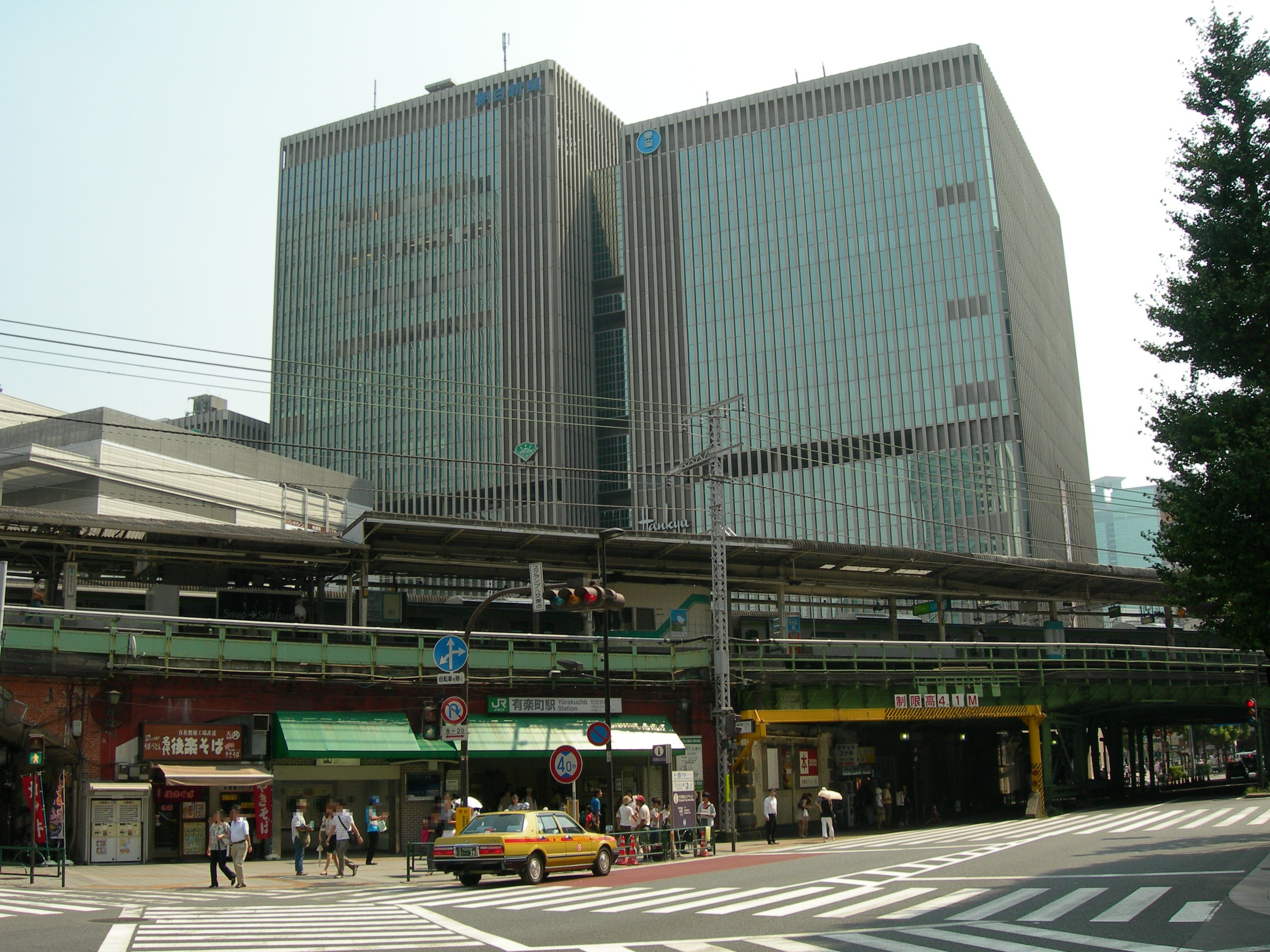
ハンチングの由が善悪の狭間で揺れる場面は有楽町駅で撮影された

滅亡したバラダイ王国の巨億の財宝のありかを示す「天・地・人」の3つの「黄金の鍵」を巡って、王国に敵対したサタン一族の末裔「サタンの爪」が日本在住のアフナリカ・シャバナン殿下を殺害し、「地の鍵」を奪った。そして祝のもとに、戦時中、東南アジアのジャングルで謎の老人から「人の鍵」を託されたという浅香（演：高塔正康）という男が現れた。残る「天の鍵」は、大阪に住むシャバナン殿下の愛人だった女性とその娘フジコのもとにあった。東京と大阪を往復する、祝・五郎八とサタンの爪一味の虚々実々の駆け引きが展開されるなか、やがて舞台は遠い東南アジアに移っていく。
月光仮面の敵役としてバラダイ王国の財宝を狙う「サタンの爪」（スラバ＝サタン）が登場する。この「サタンの爪」は1980年代中ごろに、ビデオデッキのテレビコマーシャルに月光仮面とともに新規造形で出演している。
サタンの部下「ハンチングの由」（演：宮田洋容）の改心が後半のクライマックスになっており、由は今わの際で月光仮面の素顔を見せてもらうことを望み、その正体を知ったただ一人の人物となった。遠い東南アジアのバラダイの地では、月光仮面はオートバイではなく白馬に乗って現れた。
再放送用のフィルムでは初めの方の回のタイトルが「パラダイ王国の秘密」と誤記されている。
「サタンの爪」
不気味な仮面をつけた人物で、本名はスラバ＝サタンといい、数百年前にバラダイ王国を排斥されたサタン一族の末裔である。普段は「アジア民族文化研究所」の帰化人所長結城になりすましている。「バラダイ王国再興の暁に家臣として重用する」との約束のもと、本国の部下と日本人の部下を多数従えており、資金も豊富で、特殊爆弾や垂直離着陸の出来るジェット機を備えている。

#### 放映リスト（第2部）
| 話 | サブタイトル |    | 話             | サブタイトル |
| -- | ------------ | -- | -------------- | ------------ |
| 1  | 姿なき殺人   | 12 | 決戦近かし     |              |
| 2  | 黄金の鍵     | 13 | アジトは何処だ |              |
| 3  | 事件は飛ぶ   | 14 | 罪の償い       |              |
| 4  | 女神と魔女   | 15 | 正義は死なず   |              |
| 5  | 正義の逆襲   | 16 | 情報来る       |              |
| 6  | 花と拳銃     | 17 | 金は魔物       |              |
| 7  | 二つの顔     | 18 | 嵐は近い       |              |
| 8  | 黄金の鬼     | 19 | 尊き犠牲者     |              |
| 9  | 悪魔の正体   | 20 | バラダイの月   |              |
| 10 | 舞台は廻る   | 21 | 悪魔の最後     |              |
| 11 | 地獄の奇蹟   | -  | -              |              |

### 第3部 マンモス・コング
「あらすか丸」が南極で捕獲した、身長15mの巨大な変成ゴリラは「マンモスコング」と名付けられ、東京港に運び込まれた。折しも風速30mの大型台風が東京を襲い、コング射殺処理の報道に心を痛める繁と木の実をよそに、マンモスコングは船ごと海に沈んで死んでしまう。だが翌朝、コングの死体は何者かに盗み去られていた。台風下で脱獄した凶悪犯を集めた国際暗殺団はコングを不死身の怪獣として蘇らせ、東京を襲わせる。これに対抗して、山脇博士たちは等身大の電子ロボット「人工コング」を用意するが……。
「マンモスコング」は2本の牙と額に大角を持つ怪獣で、ぬいぐるみ衣装は時代劇俳優の高木新平が自作し自演した。高木新平は「人工コング」のぬいぐるみも製作している。
この『マンモスコング』編ではミニチュアを使った特殊撮影が行われた。その発端は、月光仮面のお面が無許可販売されていると知ったスタッフが玩具店に確認に行った際、精巧なミニチュア自動車が売られているのを見つけ、これを使って特殊撮影が出来るのではないかと思ったことだった。玩具に合わせて20分の1スケールのセットが手作りされ、そこでミニチュア自動車などを配置して撮影された。特撮専門のスタッフはおらず手探りの状態で行われ、コンビナートの炎上シーンでは火を焚きすぎてセットが火事になる寸前であったという。
登場する自衛隊は本物で、11月1日の自衛隊創立記念日に便乗して撮影された。警視庁の施設や警察官も警視庁の許可を得て本物が登場している。
「国際暗殺団」
「殺し屋ジョー」と名乗る男（演：高塔正康）が首領を務めている。部下は黒覆面に胸に白地の「X」の入った黒服を着こんでいる。

#### 放映リスト（第3部）
| 話 | サブタイトル   |    | 話           | サブタイトル |
| -- | -------------- | -- | ------------ | ------------ |
| 1  | 生きている怪獣 | 7  | 知恵くらべ   |              |
| 2  | 予言的中       | 8  | 正義の逆襲   |              |
| 3  | 狙われた総裁   | 9  | 迷路の追跡   |              |
| 4  | 海の決戦       | 10 | 危うし名探偵 |              |
| 5  | 祖国のために   | 11 | 悪は滅びる   |              |
| 6  | 不死身の戦い   | -  | -            |              |

### 第4部 幽霊党の逆襲
死んだはずの人物が、黒メガネに白マスクの神出鬼没の幽霊となって全国に現れ、金品を強奪する。「鈴木地質学研究所」が襲われ、鈴木所長が幽霊に殺された。やがて幽霊たちは東京月島近辺に出没し、国民をパニックに陥れるのだった。事件を追う祝に、月光仮面は謎のフィルムを託した。祝は事件の影に念法者・竹林賢法の超能力があるのではないかと睨む。そして竹林は月島を票田とする谷川代議士と瓜二つだった……。
幽霊党
一つ目の模様の入った黒覆面を被っている。竹林賢法（演：高塔正康）という念法者を首領とし、月島の地下にある秘密を狙って暗躍する。

#### 放映リスト（第4部）
| 話 | サブタイトル   |    | 話             | サブタイトル |
| -- | -------------- | -- | -------------- | ------------ |
| 1  | 幽霊党の逆襲   | 8  | 呪文の部屋     |              |
| 2  | 正義を信ぜよ   | 9  | 魔神の火       |              |
| 3  | 幽霊台風       | 10 | 悪の実弟       |              |
| 4  | フィルムの秘密 | 11 | 仮面の女       |              |
| 5  | 死の催眠術     | 12 | 死の暗室       |              |
| 6  | 土地を守る人々 | 13 | 悪魔は自滅する |              |
| 7  | 蟻地獄         | -  | -              |              |

### 第5部 その復讐に手を出すな

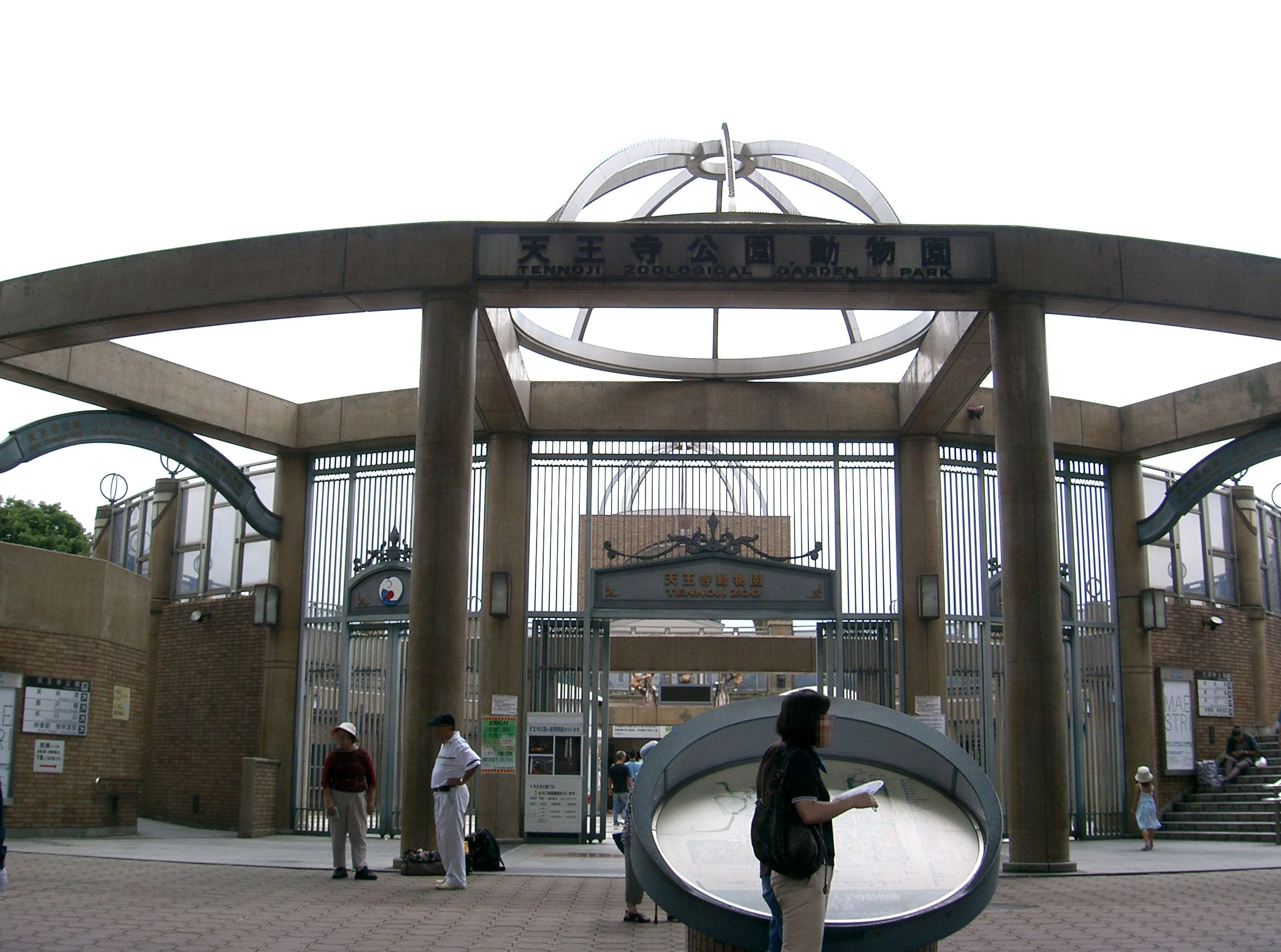
第5部の舞台は大阪。大阪市天王寺動物園でロケが行われた

祝が調査のためにやっかいになっている大阪の知人宅に、東条という日本茶の商店主（演：宮田洋容）が助けを求めて転がり込んできた。東条は命を狙われ、脅迫されていた。祝の前に姿を現す白神博士（演：高塔正康）という老人とナイフ投げの名人の部下。彼らは復讐のために東条を狙うという。月光仮面の説得によって改心した博士がテレビ局で事件の真相を明かそうとした時、突如「どくろ仮面」が映像に割り込み、その復活を告げた。同時に東条が殺され、事件はますます謎を深めていく……。
大阪でロケが行われ、当時の大阪駅・梅田周辺、大阪城、ミナミの繁華街などの映像がふんだんに盛り込まれ、五郎八によって観光案内のようなセリフまで挿入される。国鉄大阪駅プラットホームや貨物線操車場での立ち回りなど、本格的なアクション撮影が数々行われている。『伝説の昭和特撮ヒーロー』では、武田薬品工業の本社が大阪にあったためロケが行われたものと推測している。
上述にある、1959年3月の『週刊新潮』を相手取った川内の名誉毀損提訴の影響を受けて、内容がそれ以前よりもおとなしいものになっている。
「どくろ仮面」
第一部のどくろ仮面とは別人で、毒薬研究の大家白神博士の開発した毒薬を狙って暗躍する。この毒を貯水池に流し込み、東京都民皆殺しまで謀った。国際スパイ団を率いており、正体は意外な人物だった。

#### 放映リスト（第5部）
| 話 | サブタイトル     |    | 話               | サブタイトル |
| -- | ---------------- | -- | ---------------- | ------------ |
| 1  | 狙われた男       | 8  | 毒ぐもの秘密     |              |
| 2  | 正義の旗         | 9  | 見事なる計略     |              |
| 3  | 大阪駅の対決     | 10 | 生きていた妻子   |              |
| 4  | ドクロ仮面出現す | 11 | 死刑台の月光仮面 |              |
| 5  | 第一の告白       | 12 | アジト襲撃       |              |
| 6  | 不幸な男         | 13 | 警視庁対悪の巣窟 |              |
| 7  | どくろの反撃     | 14 | 天の裁き         |              |

## 放送局
特筆の無い限り全て同時ネット。
- TBS
- 東北放送テレビ（第5部から）[37]
- 福島テレビ（1966年10月 - 1967年1月に放送）[注釈 15]：月曜 - 金曜 17:15 - 17:45[38]
- ラジオ新潟テレビ（1958年12月開局から）[39]
- 北陸放送（1958年12月開局から）[40]

## 映像ソフト化
VHSは、『バラダイ王国の秘宝』編が全5巻、『マンモスコング』編が全3巻、初回と最終回を収録した企画ものが全1巻でそれぞれ発売された。
LDは第2部から第5部まで発売された後、2000年1月25日に発売：トランスワールドアソシエイツ、発売協力：ニューライン、販売：エスモックにより第1部が発売された。
DVDは、各部ごとのDVD-BOXが2001年5月25日から12月21日にかけて発売：ビクターエンタテインメント、販売：ビームエンタテインメントにより全5巻で発売された。
上記の単巻DVDは、『どくろ仮面』編が全5巻、『バラダイ王国の秘宝』編が全7巻、それ以降は各編が全4巻でそれぞれ3か月おきに2006年11月25日から2007年11月25日にかけて同時発売された。
2010年には、CSのホームドラマチャンネルで放送された「月光仮面」生誕50周年記念番組『月光仮面 FOREVER』がDVDで発売された。
2012年9月からHDテレシネ版『第3部 マンモス・コング篇』が全3巻で、『第4部 幽霊党の逆襲篇』が全3巻で発売された。

## 映画化作品
テレビ版の人気ぶりに東映がいち早く映画化を決定し、テレビ放映と並行して制作された映画版がそれぞれ2週に分けて封切り公開された。また、1981年にはプルミエ・インターナショナル＝ヘラルド・エンタープライズによってオリジナル映画化された。

### 東映版
第1部から第6部まで、すべて東映東京製作。モノクロ、シネスコ作品。登場人物に設定の変更はないが、演じる俳優はテレビ版と違っている。オートバイは大型の陸王。2009年4月21日には5作品がDVD化された。
月光仮面は祝役の大村文武が衣装を着け、自身で演じている。衣装はテレビ版と違い、白と黒の2色構成だった。
また、敵方のキャラクターもテレビ版と多少異なっている。『マンモスコング』編の映画化である『怪獣コング』編では巨大怪獣マンモスコングが等身大の怪人に変更されたり、『幽霊党の逆襲』編では重要人物だった竹林賢法の双子の片割れである谷川代議士が出てこないなど、テレビ版に比べて描写がおとなしくなっている。これは、上記の1959年3月に川内が『週刊新潮』を相手に名誉毀損で提訴した騒ぎが影響している。
第1部『月光仮面』
1958年7月30日公開、51分。テレビ版の『どくろ仮面』編を前後2部編成にしたものの前編。どくろ仮面の造形物はテレビ本編より怪奇風味を強めている。同時上映は『若君千両傘』。
- 監督 - 小林恒夫
- 脚本 - 川内康範
- 撮影 - 星島一郎
- 音楽 - 小川寛興
- 出演 - 大村文武（祝十郎）、宇佐美淳也、峰博子、柳谷寛（五郎八）、小宮光江、他

第2部『月光仮面 絶海の死斗』
1958年8月6日公開、52分。『どくろ仮面』編の後編。同時上映は『ひばりの花形探偵合戦』。
- 監督 - 小林恒夫
- 脚本 - 川内康範
- 撮影 - 星島一郎
- 音楽 - 小川寛興
- 出演 - 大村文武（祝十郎）、佐々木孝丸（どくろ仮面）、宇佐美淳也、小宮光江、峰博子、山本麟一、他

第3部『月光仮面 魔人（）の爪』
1958年12月22日公開、62分。『バラダイ王国の秘宝』編の映画化。本作品より脚本に織田清司が加わった。敵方サタンの爪の面は新規造形され、テレビ版と違って歯がある。遠いバラダイの地で、テレビ版では馬に乗って現れた月光仮面が、この映画版ではオートバイに乗って現れる。テレビ版に登場する「ハンチングの由」の女性版というべきキャラクター「ベレーのお由」が登場するが、彼女は月光仮面の素顔を見ることなく終わっている。同時上映は『お坊主天狗』。
- 監督 - 若林栄二郎
- 脚本 - 川内康範、織田清司
- 撮影 - 星島一郎
- 音楽 - 小川寛興
- 出演 - 大村文武（祝十郎）、植村謙二郎（サタンの爪）、松島トモ子、月丘千秋、柳谷寛（五郎八）、若水ヤエ子、他

第4部『月光仮面 怪獣コング』
1959年4月1日公開、59分。『マンモスコング』編の映画版。テレビ版では巨大怪獣だったマンモスコングが、この映画版では等身大の「ジキルとハイド」風の変身人間に設定変更され、名称もただの「コング」に変更されている。同時上映は『お役者文七捕物暦 蜘蛛の巣屋敷』。
- 監督 - 相野田悟
- 脚本 - 織田清司
- 撮影 - 飯村雅彦
- 音楽 - 小川寛興
- 出演 - 大村文武（祝十郎）、柳谷寛（五郎八）、若水ヤエ子、山本麟一、加藤嘉、山本麟一（怪獣コング）、ヨセフ・オットマン、他

第5部『月光仮面 幽霊党の逆襲』
1959年7月28日公開、61分。テレビ版の『幽霊党の逆襲』編を映画化。心霊現象描写が無くなった。同時上映は『江戸っ子判官とふり袖小僧』。
- 監督 - 島津昇一
- 脚本 - 織田清司
- 撮影 - 西川庄衛
- 音楽 - 小川寛興
- 出演 - 大村文武（祝十郎）、柳谷寛（五郎八）、若水ヤエ子、岡譲司（幽霊党ボス）、住田知仁、香山光子、山東昭子、他

第6部『月光仮面 悪魔の最後』
1959年8月4日公開、60分。『その復讐に手を出すな』編の映画化。テレビ版では大阪ロケが行われたが、この映画版では東京を舞台としている。どくろ仮面は登場せず、白上博士が敵役となっている。同時上映は『快傑黒頭巾 爆発篇』。
- 監督 - 島津昇一
- 脚本 - 織田清司
- 撮影 - 西川庄衛
- 音楽 - 小川寛興
- 出演 - 大村文武（祝十郎）、柳谷寛（五郎八）、若水ヤエ子、岡譲司、住田知仁、山東昭子、梅宮辰夫、他

### 1981年版 『月光仮面 THE MOON MASK RIDER』
1981年3月14日公開、108分。プルミエ・インターナショナル＝ヘラルド・エンタープライズ製作。日本ヘラルド映画配給。同時上映は『おじゃまんが山田くん』。
カラー制作された劇場版新作。時代設定はテレビ版の20数年後である。敵は「愛」を説きながら閉鎖的なコミューンを建設し、その裏でテロリズムを肯定し、武力による政府の転覆を企むカルト教団「ニューラブカントリー」。軍服を着込み、破壊活動やテロ、強盗を行う反社会的闘争を行う一方で集団自殺の予行を繰り返す狂信的な宗教集団であり、撮影当時の数年前にガイアナで起きた人民寺院事件や、その当時までの各種テロ事件がそのモデルとなっている。肩書も「正義の味方」から「愛の助っ人」に変更されている。月光仮面は極薄手の特注FRP製ヘルメットを着用しているが、これは1972年のアニメ版で、ターバンからヘルメットにデザインが変更になったことを受けたものである。許認可を受けたヘルメットではなく、同じくアニメ初出のデザインに題材を取ったフルカウルタイプのオートバイ同様、レーシングカーデザイナーの由良拓也率いるムーンクラフト社によって製作された。アクションシーンはすべて生身で演じており、合成特撮が使用されていない。
製作決定後は大々的な前宣伝がなされ、公開前年10月にはマスコットガール選考会が帝国ホテルにて行われた。応募者は1300人とされ、最優秀賞に選ばれた斉藤智美（現・斉藤巴美）には本編への出演とレコードデビューが用意された。他、さっぽろ雪まつりや全国警察の交通安全キャンペーンなどのイベントにも月光仮面やムーンライト号とともに登場した。斉藤は東京出身ではあるが、早々に名古屋へ移り住んでいたため、名古屋地区の劇場でのみ「名古屋出身の斉藤智美！月光仮面でデビュー！」といった特殊な予告編が流された。
英語表記は、一般には「Moonlight Mask」が用いられるが、本作品の英版主題歌では「Moon Masked Rider」となっている。これは当時すでに英訳されていた『仮面ライダー』の英題が「Masked Rider」だったことに合わせたもの。  

#### スタッフ・キャスト（1981年版）
- 企画 - 愛企画センター
- 製作監修・音楽 - 川内康範　（音楽編曲 - 池多孝春）
- 製作者 - 古川博三、増田久雄
- 監督 - 澤田幸弘
- 脚本 - 川内康範、澤田幸弘
- 撮影 - 山崎善弘
- 照明 - 矢部一男
- 録音 - 信岡実
- 編集 - 鈴木晄
- 美術 - 徳田博
- 助監督 - 高橋芳朗
- 製作担当 - 堀井健一
- 音響効果 - 小島良雄
- 衣装デザイン - 朝倉摂
- 擬闘 - 松尾悟
- 銃器・火薬 - 橋本俊雄、鈴村高正、関山修
- カースタント - マイク三石スタントマンチーム（三石千尋、野中義文、池本良宜）
- 現像 - 東洋現像所
- スタジオ - にっかつ撮影所

主題歌
- オープニング主題歌 - 「月光仮面は誰でしょう」　作詞／川内康範、作曲／小川寛興、歌／水島康宏、こまどり児童合唱団
- エンディング主題歌 - 「愛の助っ人」　作詞・作曲／川内康範、編曲／横尾正弘、歌・演奏／ノーザン・ライツ　※本作がメジャーデビューとなるバンドで、1979年下北沢音楽祭で優勝の経歴がある
- 挿入歌 - 「そこにいる人どうしたの」　作詞・作曲／川内康範、編曲／横尾正弘、歌・演奏／ノーザン・ライツ　※「愛の助っ人」とカップリングで東芝EMI(当時)からシングルレコードが発売された他、主演の桑原によるカバー版もリリースされたが劇中では未使用である

出演
- ジョージ小原 - 桑原大輔
- 巻村幾子 - 志穂美悦子
- 松田警部 - 藤岡琢也
- 松田正人 - 井上純一
- 松田のぞみ - 斉藤智美（現　斉藤巴美）
- 竹林賢法 - 鈴木瑞穂
- 黒木公明 - 地井武男
- 豊橋浩介 - 原田大二郎
- 片貝誠 - 五代高之
- 緒形進平 - 内田喜郎
- 中山めぐみ - 降矢由美子
- 吉岡刑事 - 椎谷建治
- 相川刑事 - サイトウヒロシ
- ジュリー・チャン - 長江英和
- クラーク・坂井 - 山西道広
- ウィター・ション - 清水宏
- リック・沢田 - 森大河
- 新聞記者 - 晴乃ピーチク
- 小柳巡査 - 小柳トム
- トミー・チン - ジョニー大倉
- 阿部刑事 - 鈴木ヤスシ
- タイガー・尾崎 - ガッツ石松
- 末松刑事 - 桜井センリ
- 東条寺恭作 - 小松方正
- 他　　　草薙良一、幸田宗丸、内田稔、小田俊彦、市村博、谷口香、園めぐみ、姫ゆり子、倉沢映子、佐藤ゆき子、藤枝亜弥、鶴岡修、沢田情児、大川利治、入江正徳、山本庄助、御友公喜、永田博文、鈴木誠一、山崎義和、垂木勉、沢井正延、三星光男、徳田耕一、椎原忠彦、高木清、宮内彰、浜田みどり、本間章子、黒田文子、島田久美、山形由美子、湊俊一、久遠利三
- 月光仮面 - 荻原紀、二家本辰己

#### 月光仮面（3代目)
本作品のヒーローであり、その正体は米国帰りの自然科学者、ジョージ小原である。
歴代同様に劇中では正体は明かされないが、当時の告知記事や前述の各種宣伝イベントではジョージ小原が月光仮面であると紹介されており、桑原大輔が月光仮面のコスチュームをまとい、仮面を外した姿で登場している（劇中でもスタント以外は桑原が月光を演じている）。弱者のために活躍するスタンスは歴代と変わらないが、本作品では事件解決の際に取り戻された大金の10%を手数料として徴収している。これには警察や被害者らも特に抗わず（苦言は呈すものの）、素直に渡している。二丁拳銃を構えた特写スチールは存在するが、劇中で使用・発砲するシーンは無い。シーンによってホルスターすら装着していないこともある。各種告知物に由れば、初代（大瀬康一）、二代目（大村文武）に次ぐ三代目として紹介されており、住所不定、職業不詳、身長約180cm／体重約70kg／胸囲96cm／胴囲／76 cm／腰囲約90cm／視力左右とも2.0である。

#### ムーンライト号
ムーンクラフト社により製作されたもので、ホンダCB750Fにターボチャージャーとオリジナルデザインカウルを装着した特別仕様であり、こういった作品では珍しく新車を使用している。
- 赤外線ヘッドライト - 通常のヘッドライトの下に設置されており、特殊ゴーグルを通すことで暗闇や遠方を鮮明に見ることが出来る。
- 小型発信機発射装置 - 車体前方に装備されており、ロケット砲で対象物に打ちつける。
- レーダー・スクリーン - 上記の発信器から送られた電波をキャッチし、敵の位置を映し出すことが出来る。
- ツイン・ターボチャージャー - 150馬力のパワー、最高速度は時速250kmの改造750ccエンジン。急発進やジャンプも可能とする。
- 煙幕噴射砲 - マフラーの下部に設置されており、黒煙を噴射する。
- パラシュートブレーキ - 車体最後部に装備されている補助制動装置。

なお、この名前は本来は後述のアニメ版で初出した名前ではあるが、劇中での呼称は本劇場版が初登場となる。また、フルカウルバイクとしてのデザインは、本作品が初の立体化となる。
撮影においてはオンロード用のCB750Fのほか、スタント用のオフロードバイク版も用意され、12トントラック（約25メートル）を縦に飛び越えるハイジャンプのシーンが撮影された。

## テレビアニメ

### 正義を愛する者 月光仮面 （1972年）
1972年1月10日から10月2日までの月曜19時00分から19時30分にかけて、日本テレビ系列にて全39話で放送された。製作はナック。また広告代理店は萬年社で、萬年社はアニメ版の終了後、『愛の戦士レインボーマン』『ダイヤモンド・アイ』といった、川内原作の特撮作品の広告代理店も務めている。
書籍『TVアニメ25年史』第1部「サタンの爪シリーズ」および第2部「マンモスコングシリーズ」は実写版をベースにしているが、第3部「ドラゴンの牙シリーズ」はアニメオリジナルと説明されている。
本作品のアニメ化の背景には、1950年代の漫画のアニメ化によるリバイバルブームがあり、同時期に『赤胴鈴之助』もアニメ化されていた。本作品の経緯について、日本テレビプロデューサーの高橋修之は当時の記事の中で、リバイバルは昔の人気があることからスポンサーも付きやすいことを挙げており、実写でリメイクすると旧作と比較されるためアニメーションにしたと述べている。一方、シリーズ構成の伊東恒久は、本作品について川内は旧作のイメージを望んでいたが、日本テレビ側やスポンサーサイドの板挟みになってしまい、終了が決まった際は落ち込んでしまったと述懐している。
主題歌の歌詞は実写版の「月光仮面は誰でしょう」と同じだが、曲はシンコペーションを多用したバックビートのリズム・後半の華麗な転調などが特徴的なポップス調のものに変えられている。主題歌を作曲した三沢郷は、歌詞が実写版と同じであることに気付かないまま作曲したという。アクションシーンになると背景がサイケデリックな絵柄になるなどの趣向が取り入れられている。チーフディレクターの岡迫亘弘は、映像がサイケ調に変わることについて川内康範から叱られることを覚悟していたが、川内からは面白いと言ってもらったと述懐している。

#### キャラクター
アニメ版の月光仮面は、ターバンがヘルメットに変更された。また、武器も鞭とベルトに装備された「ブルースター」と呼ばれる星型手裏剣や「向月（むかいづき）」と呼ばれる三日月ブーメランを主に使い、拳銃はほとんど使わない。
月光仮面の乗るオートバイは、実写版では単なる白塗りだったが、このアニメ版ではフルカウルのオンロードレーサー風、排気管3対のモデルに変更され、劇中では呼称されていないが、「ムーンライト号」という名称がついている。
頭部デザインはオートバイに乗るのに適したものにするための変更であった。監督の岡迫亘弘は、原作者の川内康範はこのデザインを気に入っていたという。

#### 登場人物（テレビアニメ）
月光仮面 - ?
シゲルたちがピンチになると現れる正義の味方。
祝十郎 - 池水通洋
祝探偵事務所を構える若き名探偵。なお、本編では登場しなかったが、漫画版では手を三日月の形に組み「変身、月光」と言い乍月の光にそれをかざす変身シーンらしきものがある作品が存在する。
五郎八 - はせさん治
祝の助手。おっちょこちょいなところがあり、物事が手遅れになったときの「遅かりしー!」が口癖。大好物は「珍来軒」のラーメン。
シゲル - 丸山裕子
祝の助手の少年。五郎八よりも機転が利き活躍することも多いが、孤児であることにコンプレックスを見せる子どもらしいところも。
不二子 - 沢田和子
母を亡くした少女。実はバラダイ王国の王位継承者シャバナン殿下の娘であり、王国の秘宝に至る鍵の一つを所有していたためサタンの爪に狙われることに。王国の秘宝事件が解決した後は、バラダイ王家とは無関係の日本人として祝探偵事務所の下にあるラーメン店「珍来軒」の養女となる。
松田警部 - 柴田秀勝
警視庁の敏腕警部で、祝探偵事務所と協力して怪事件に挑む。祝からは「松田先輩」と呼ばれている。第8話では名前のみで未登場。加代子という娘がいる。
サタンの爪 - 北川国彦
第1部の敵。バラダイ王国の秘宝を狙う怪人物。登場する度に姿も声も違うため、その正体は不明。様々な特殊技能を持つ手下を従えているが、部下が月光仮面に敗北すると即座に処刑する残酷さを持つ。
ドグマ博士 - 千葉耕市
第2部の敵。世界征服をたくらむマッドサイエンティスト。巨大な大猿「マンモスコング」の死骸をサイボーグ化して復活させようとしており、脱走犯たちを怪物に改造した「サイバー人間」を手先とする。
山脇博士 - 梶哲也
第2部で祝たちに協力する科学者。ドグマ博士に対抗して巨大ロボット「ジャスティス」を開発した。
ドラゴンの牙 - 納谷悟朗
第3部の敵。柳木博士の開発したHO結晶体を奪い、世界征服をたくらむ怪人物。
ゴドム - 八奈見乗児
ドラゴンの牙の部下の呪術師。人形などに悪人の魂を吹き込むことで怪人とする。
柳木博士 - 村越伊知郎
長年の研究の末に水質汚染を浄化するHO結晶体という物質を開発するも、それが大気中で使われた場合恐ろしい殺人兵器となることが判明し、ドラゴンの牙に狙われることに。
綾子 - 菊池紘子
柳木博士の娘。第3部のヒロイン的存在で、ドラゴンの牙にさらわれるなどの受難が多い。
その他出演者として、『TVアニメ25年史』では、杉山佳寿子、寺島幹夫、水島晋、永井一郎、瀬能礼子、谷津勲が明記されている。また、当時の『読売新聞』のテレビ欄には、井上真樹夫（第4話）、富田耕生（第7話）、峰恵研（第8話）、富山敬・千葉順二（第9話）、村瀬正彦・野沢雅子（第11話）、平井道子（第16話・第20話）、山田康雄（第17話）、千々松幸子（第20話）が明記されている。

#### スタッフ（テレビアニメ）
参照：アニメージュ編集部 編『THE ART OF JAPANEE ANIMATION1 TVアニメ25年史』徳間書店〈ジ・アートシリーズ14〉、1988年12月1日、41頁。
- 企画 - 西野聖市
- プロデューサー - 衛藤公彦、藤井賢祐（NTV）、小暮一人
- チーフディクター・演出 - 岡迫亘弘
- 制作担当 - 高木敏行、高橋修之
- 脚本構成 - 伊東恒久
- 脚本 - 伊東恒久、山崎晴哉 他
- 絵コンテ - 白根勲、斧谷稔 他
- 作画監督補佐 - 山下征二
- 作画 - 岡迫亘弘、富永貞義、スタジオカム　他
- 美術 - 西田稔
- 背景 - マスコット
- 編集 - 鶴淵充寿
- 音楽制作 - 愛プロ
- 音楽 - 三沢郷
- 撮影 - 加藤昭治、白井久男 他
- 制作 - 萬年社、ナック

#### 主題歌
オープニングテーマ - 「月光仮面」
作詞 - 川内康範 / 作曲・編曲 - 三沢郷 / 歌 - ボニー・ジャックス、ひばり児童合唱団
曲名は実写版の主題歌名でもある「月光仮面は誰でしょう」と表記されることもある。
本作品と同時期、同じく日本テレビ系で放映されていた『飛び出せ!青春』第14話「月光仮面は正義の味方!!」の挿入歌としても使用されている。
エンディングテーマ - 「月光仮面の歌」
作詞 - 川内康範 / 作曲・編曲 - 三沢郷 / 歌 - ボニー・ジャックス

#### 挿入歌
「マンモスコングの歌」
作詞 - 川内康範 / 作曲 - 北原じゅん/ 歌 - マンモス男性合唱団
「リトルコングの歌」
作詞 - 川内康範 / 作曲 - 北原じゅん/ 歌 - リトル児童合唱団

#### 放送リスト
放送日程参照：『読売新聞』1972年1月10日 - 10月2日付朝刊テレビ欄。
| 話数                         | 放送日                   | サブタイトル                 | 登場怪人                                 |
| 第1部 サタンの爪シリーズ     | 第1部 サタンの爪シリーズ | 第1部 サタンの爪シリーズ     | 第1部 サタンの爪シリーズ                 |
| ---------------------------- | ------------------------ | ---------------------------- | ---------------------------------------- |
| 1                            | 1972年 1月10日           | 恐怖のこうもり男             | こうもり男                               |
| 2                            | 1月17日                  | 紅サソリからの挑戦           | 紅サソリ（サンドリア）、ジョセフ         |
| 3                            | 1月24日                  | 呪われた遊園地               | 天風斎銀竜                               |
| 4                            | 1月31日                  | 大魔術師・銀竜               | 天風斎銀竜、明美（銀竜の妻）             |
| 5                            | 2月7日                   | 死神仮面                     | 鉄仮面カーン                             |
| 6                            | 2月14日                  | 南十字星の決闘               | パラダの吸血鬼ラーマ                     |
| 7                            | 2月21日                  | 怪奇・人間蒸発               | ドクトルヒンケン、シュベスタ、ヘルマスク |
| 8                            | 2月28日                  | 白髪の復讐鬼                 | 白髪鬼（三沢ルリ子）                     |
| 9                            | 3月6日                   | 地獄の忍者かまいたち         | かまいたち（斎藤次郎）                   |
| 10                           | 3月13日                  | 吸血鬼・タマンドア           | 吸血鬼タマンドア                         |
| 11                           | 3月20日                  | 悪魔の楽園                   | 地獄の聖者ガーマ                         |
| 12                           | 3月27日                  | 闇に踊る魔人（サタン）       | 3人の怪力男                              |
| 13                           | 4月3日                   | サタンの爪の最後             |                                          |
| 第2部 マンモスコングシリーズ |                          |                              |                                          |
| 14                           | 4月10日                  | 吠えろ! マンモスコング       |                                          |
| 15                           | 4月17日                  | サイバー第1号ヒトデ人間      | ヒトデ人間（本田）                       |
| 16                           | 4月24日                  | 妖怪カメレオン人間           | カメレオン人間（島明子）                 |
| 17                           | 5月1日                   | 恐怖の蟻人間                 | 蟻人間（新条アキラ）                     |
| 18                           | 5月8日                   | 植物人間アゼランター         | 植物人間アゼランター                     |
| 19                           | 5月15日                  | 哀しみのムカデ男             | ムカデ男（西譲二）                       |
| 20                           | 5月22日                  | くらげ人間・メドウサ         | くらげ女（深井戸竜子）                   |
| 21                           | 5月29日                  | 魔人・アイアンサイバー       | 鉄人間アイアンサイバー                   |
| 22                           | 6月5日                   | 悪魔の使者・サイバーコング   | ヘビ女                                   |
| 23                           | 6月12日                  | 月光仮面・危機一髪           | 鳥人間ステロドン                         |
| 24                           | 6月19日                  | 正義の英雄・ジャスティス登場 | 蛾人間                                   |
| 25                           | 6月26日                  | マンモスコング甦る!          | ハンミョウサイバー                       |
| 26                           | 7月3日                   | さようならマンモスコング     |                                          |
| 第3部 ドラゴンの牙シリーズ   |                          |                              |                                          |
| 27                           | 7月10日                  | ドラゴンの牙の挑戦           | 黒木助手                                 |
| 28                           | 7月17日                  | 呪いの土人形                 | ウルの魔像                               |
| 29                           | 7月24日                  | 恐怖の岩石人間               | 岩石人間                                 |
| 30                           | 7月31日                  | 月光抹殺作戦                 | ガラロフ、グスカ                         |
| 31                           | 8月7日                   | ニセの友情作戦               | グスカ、アラン少年の人形                 |
| 32                           | 8月14日                  | 魔のファントム忍者           | ファントム忍者                           |
| 33                           | 8月21日                  | HO結晶体奪わる               | お化け屋敷の妖怪                         |
| 34                           | 8月28日                  | 死への招待状                 | 殺人マネキン                             |
| 35                           | 9月4日                   | 地獄への協奏曲               |                                          |
| 36                           | 9月11日                  | 怪奇・鬼首島                 |                                          |
| 37                           | 9月18日                  | 東京壊滅計画                 | ヒンドラー、ベース                       |
| 38                           | 9月25日                  | 12時間の恐怖                 |                                          |
| 39                           | 10月2日                  | 正義は永遠に                 | 巨龍（ドラゴンの牙とゴドムの合体）       |

#### 放送局（正義を愛する者 月光仮面）
- 日本テレビ（制作局）：月曜 19:00 - 19:30
- 札幌テレビ：月曜 19:00 - 19:30[60]
- 青森放送：月曜 19:00 - 19:30[61]
- 秋田放送：月曜 19:00 - 19:30[61]
- 山形放送：月曜 19:00 - 19:30[61]
- テレビ岩手：月曜 19:00 - 19:30[61]
- 宮城テレビ：金曜 18:00 - 18:30[62]
- 福島中央テレビ：月曜 19:30 - 20:00[63]
- 新潟総合テレビ：土曜 18:00 - 18:30[64]
- 信越放送：木曜 18:00 - 18:30[65]
- 山梨放送：月曜 19:00 - 19:30[66]
- テレビ静岡：土曜 18:00 - 18:30[67]
- 名古屋テレビ：日曜 18:00 - 18:30[68]
- 北日本放送：月曜 19:00 - 19:30[69]
- 北陸放送：火曜 18:00 - 18:30[70]

- 福井放送：月曜 19:00 - 19:30[69]
- 読売テレビ：月曜 19:00 - 19:30
- 日本海テレビ：月曜 19:00 - 19:30[71]
- 西日本放送：月曜 19:00 - 19:30[72]
- 広島テレビ：火曜 18:00 - 18:30[72]
- 山口放送：月曜 19:00 - 19:30[73]
- 四国放送：月曜 19:00 - 19:30[74]
- 南海放送：月曜 19:00 - 19:30[73]
- 高知放送：月曜 19:00 - 19:30[73]
- 福岡放送：月曜 19:00 - 19:30[75]
- テレビ長崎：月曜 19:00 - 19:30[75]
- テレビ大分：土曜 19:00 - 19:30[76]
- テレビ宮崎：火曜 18:00 - 18:30[77]
- 鹿児島テレビ：金曜 19:00 - 19:30[78]
- 沖縄テレビ：金曜 19:00 - 19:30[79]

#### キャラクターショー
空前の「変身ブーム」を受け、「後楽園遊園地」でキャラクターショーのアトラクション番組化が行われ、人気を博した。スタントを担当したのは大野剣友会で、月光仮面を演じたのは新堀和男だった。

#### 映像ソフト化
- 第1部は2002年11月7日にDVD-BOXが発売され、単品DVDも同時発売。全3巻。
- 第2部は同年11月21日にDVD-BOXが発売され、単品DVDも同時発売。全3巻
- 第3部は同年12月21日にDVD-BOXが発売され、単品DVDも同時発売。全3巻

### ごぞんじ!月光仮面くん （1999年）
1999年10月17日から2000年3月26日にかけ、テレビ東京系列の6局ネットにて全25話で放送された。
月光仮面の設定を引き継いでいるものの、その世界観は脚本の浦沢義雄が得意とするギャグテイスト溢れるスラップスティック物。かつての月光仮面の声を演じた北村弘一は、実写版では安井警官を演じている。

#### あらすじ
ごく普通の小学生の山本ナオトは、ひょんなことから月光仮面のパートナーだったスクーター型の宇宙人「スクコ」に見出され、2代目月光仮面となる。こうしてナオトは、授業の合間に抜け出して近所の悪人を懲らしめたり、かつての月光仮面のライバル「サタンの爪」の孫たちや地球征服を企む宇宙人を相手に、ドタバタを繰り広げる。

#### キャスト（月光仮面くん）
- 月光仮面 / 山本ナオト - 宮村優子（第14話まで）→大谷育江（第15話以降）
- サタンの爪 - 滝口順平
- ドクロ仮面 - 林家こぶ平
- スクコ - 高乃麗
- ゴースト - 亀山助清
- はやと - 三田ゆう子
- 横山綱雄 - 伊藤健太郎
- 小関健太 - 保志総一朗
- 星川きらら - 三橋加奈子
- 金ちゃん - 竹本英史
- モモコ - 津村まこと
- ナオトの父、小百合の執事 - 小形満
- ナオトの母 - 佐々木瑶子
- 佐々木小百合 - かないみか
- おじさま - 小村哲生
- きららの父 - 木内秀信
- 旧月光仮面 - 北村弘一

#### スタッフ（月光仮面くん）
- 企画 - キョクイチ東京ムービー
- 企画協力 - 万栄社
- 原作 - 川内康範
- 監督 - 竹内啓雄
- シリーズ構成・脚本 - 浦沢義雄
- キャラクターデザイン - 田村しゅうへい
- 美術監督 - 坂本信人
- 色彩設計 - 和田秀美
- デジタル撮影監督 - 杉浦充
- デジタル編集 - 西山茂
- 音響監督 - 藤山房伸
- 音楽 - 池毅
- プロデューサー - 尾﨑穏通、具嶋朋子
- アニメーションプロデューサー - 加藤博
- アニメーション制作 - アクタス
- 製作 - キョクイチ東京ムービー、テレビ東京

#### 主題歌（月光仮面くん）
オープニングテーマ「月光仮面は誰でしょう」
作詞 - 川内康範 / 作曲 - 小川寛興 / 編曲・歌 - COA
エンディングテーマ
「夢のチカラ」（第1話 - 第13話）
作詞 - 及川眠子 / 作曲・編曲 - 平間あきひこ / 歌 - Rooky
「カラフル」（第14話 - 第25話〈最終話〉）
作詞・作曲・編曲・歌 - Cyber Nation Network

#### 各話リスト（月光仮面くん）
| 話 | 放送日         | サブタイトル                           | 絵コンテ       | 演出       | 作画監督   | 主なゲスト                                          |
| -- | -------------- | -------------------------------------- | -------------- | ---------- | ---------- | --------------------------------------------------- |
| 1  | 1999年 10月3日 | 月光仮面はテストが怖い                 | 竹内啓雄       | 小林哲也   | 浜崎賢一   | -                                                   |
| 2  | 10月10日       | 宿題自動販売機はのぞいてびっくり       | 大原実         | 大原実     | 加藤茂     | - PTA会長（小宮和枝）                               |
| 3  | 10月17日       | 楽しい遊園地は幽霊より恐い             | 福島一三       | 福島一三   | 久保川美明 | -                                                   |
| 4  | 10月24日       | おもちゃ神社はドクロの誘い             | 東海林真一     | 東海林真一 | 谷口守泰   | -                                                   |
| 5  | 10月31日       | やきとりの霊は悪魔のささやき           | 竹内啓雄       | 小林哲也   | 井上哲     | - バーバー丸山（小和田貢平）                        |
| 6  | 11月7日        | カマボコ工場は地球征服のアジト         | 大原実         | 小林智樹   | 谷口守泰   | - かまぼこ社長（増岡弘）                            |
| 7  | 11月14日       | ニセ月光仮面はダンスがお好き           | 福島一三       | 福島一三   | 久保川美明 | -                                                   |
| 8  | 11月21日       | 心やさしきペットはもんじゃが苦手       | 鈴木吉男       | 鈴木吉男   | 前澤弘美   | - 五目天婆さん（京田尚子） - 五目天爺さん（小形満） |
| 9  | 11月28日       | 月光仮面グッズはオンボロ船への招待券   | 東海林真一     | 東海林真一 | 加藤茂     | -                                                   |
| 10 | 12月5日        | 地球征服兵士は焼鳥が大好き             | うえだひでひと | 大西景介   | 中島美子   | - バーバー丸山                                      |
| 11 | 12月12日       | 焼鳥大バーゲンセールは危険がいっぱい   | うえだひでひと | 小林哲也   | 井上哲     | -                                                   |
| 12 | 12月19日       | 本当? 地球征服兵士は月光仮面?          | 福島一三       | 福島一三   | 小丸敏之   | -                                                   |
| 13 | 12月26日       | 楽しい宇宙旅行は銭湯、梅の湯で         | 竹内啓雄       | 神戸守     | 森山和也   | - 五目天婆さん（尾小平志津香） - バーバー丸山       |
| 14 | 2000年 1月9日  | 新たなる敵は謎の転校生                 | 東海林真一     | 東海林真一 | 川筋豊     | - 植物星人（津田英三）                              |
| 15 | 1月16日        | 冷凍星人はサタンの爪の友達             | 立花源十郎     | 鈴木吉男   | 中島美子   | - 冷凍星人（家中宏）                                |
| 16 | 1月23日        | 強力、気力、体力はド根性星人           | 福島一三       | 福島一三   | 小丸敏之   | - ド根性星人（稲葉実）                              |
| 17 | 1月30日        | 恐怖のお笑い星人は落語が大好き         | 小寺勝之       | 川越淳     | 谷口守泰   | - お笑い星人（林家こぶ平）                          |
| 18 | 2月6日         | 豪華サイパン旅行は子供化星人におまかせ | 小林哲也       | 小林哲也   | 前澤弘美   | - 子供化星人（渡辺美佐）                            |
| 19 | 2月13日        | 親の仇は宇宙の侵略者                   | 松浦錠平       | 松浦錠平   | 松本文男   | - 宇宙漁師（秋元羊介）                              |
| 20 | 2月20日        | 商店街の敵はUFOに乗って…               | 鎌仲史陽       | 鎌仲史陽   | 新田靖成   | - 五目天婆さん（京田尚子）                          |
| 21 | 2月27日        | 大安売りは魚のたたり                   | 大西景介       | 大西景介   | 井上哲     | - 魚の霊（小和田貢平）                              |
| 22 | 3月5日         | バーゲンセールはダイヤモンドの輝き     | 福島一三       | 福島一三   | 小丸敏之   | - ダイヤモンド星人（前田剛） - バーバー丸山         |
| 23 | 3月12日        | バイオ月光仮面はキムチに弱い           | うえだひでひと | 鈴木吉男   | 谷口守泰   | -                                                   |
| 24 | 3月19日        | おさしみくんは月光仮面の強敵           | うえだひでひと | 鎌仲史陽   | 新田靖成   | -                                                   |
| 25 | 3月26日        | 月光仮面は永遠なり                     | 小林哲也       | 小林哲也   | 前澤弘美   | -                                                   |

## 二次作品

### 漫画
貸本版
テレビ版の漫画化。1958年から1959年にかけて、鈴木出版より全7集が刊行。作画は1～4集までが井上球二、5～7集までが村山一夫となっている。
少年クラブ版
テレビ版の漫画化。当初は桑田次郎が作画していたが、多忙のために後半は弟子の楠高治が執筆するようになった。
連載時には本作品のエピソードをカラー映画化する企画も存在したが実現しなかった。
- どくろ仮面（1958年5月 - 6月付録）
- バラダイ王国の秘宝（1958年7月付録 - 11月付録）
- マンモスコング（1958年12月付録 - 1959年3月付録）
- 幽霊党の逆襲（1959年4月 - 6月付録）
- その復讐に手を出すな（1959年7月 - 10月付録）
- 宝石にじのクィーン（増刊号1959年夏）
- ドラゴンの牙（画：桑田＋楠、1959年11月 - 1960年8月付録）
- 五郎八名探偵初手がら（以後画：楠、増刊号1959年冬）
- 湖の怪事件（増刊号1960年夏）
- シュラ山の鬼（1960年9月 - 1961年2月）
- 姿なき魔人（1961年3月付録 - 5月付録）
- 月光仮面沖縄にわたる（1961年6月 - 10月）

週刊少年キング版
アニメ版の漫画化。1972年1号から20号に連載、作画はみね武。なお、同時期に前回の桑田次郎版のどくろ仮面も別冊少年キングで半年間復刻連載されている。
週刊少年サンデー版
掲載誌の変更によりアニメ版の絵物語が少年サンデーにも連載された。構成・伊東恒久、作画・斉藤ゆずる。また、小学館の学年別学習雑誌にも掲載されている。
小学館の学年別学習雑誌
アニメ版の漫画化。
小学一年生版
1972年2月号 - 10月号連載　作画・斉藤ゆずる
小学二年生版
1972年2月号 - 10月号連載　作画・川本公一
小学三年生版
1972年2月号 - 10月号連載　作画・蛭田充
小学四年生版
1972年2月号 - 3月号連載　作画・えのせこうじ
1972年4月号 - 10月号連載　作画・宮本ひかる
小学五年生版
1972年4月号 - 10月号連載　作画・一峰大二
小学六年生版
1972年2月号 - 3月号連載　作画・宮添郁雄
1972年4月号 - 10月号連載　作画・こんどうしゅん

週刊漫画ジョー版
珍しく青年誌で連載された漫画化で、「月光仮面VSマンモスコング」が、全3話にわたって描かれた。作画はモンキー・パンチ。
コミックボンボン版
『ごぞんじ!月光仮面くん』の漫画化。作画は「ウルトラ忍法帖シリーズ」の御童カズヒコ。拳銃も鞭も手裏剣も使わない。敵はサタンの爪とその配下のドクロ仮面。「ドクロシール」で学校の先生や主婦を魔人に変貌させて悪事を働く。

### ロック・フォークソング
「月光仮面の歌」
ザ・ブルーベル・シンガーズ（編曲 - 原田実）。1970年発売。タイトルは「月光仮面の歌」だが、実際は小川寛興作曲版「月光仮面は誰でしょう」のカバーである。
「月光仮面」
ザ・モップス（作曲・歌 - 星勝 / 歌・MC - 鈴木ヒロミツ）。1971年3月25日発売。歌詞は旧作の主題歌そのままに曲調をヘヴィなブルースロックに変えたパロディソング。曲の途中に『スーパーマン』のナレーションをもじった語りと意味不明な単語を口走る月光仮面本人へのインタビューが入っている。
「月光仮面は誰でしょう」
ザ・クエッションマーク、ザ・シャープ・ファイブ（井上宗孝とシャープ・ファイブ）。1971年5月発売。
「遅れて来た月光仮面」
ザ・ブレッスン・マン（英語訳詞 - 西川利行 / 編曲 - 木田高介 / 講釈師 - 三木のり平）。1971年発売。小川寛興作曲版「月光仮面は誰でしょう」を英語詞でカバー。冒頭に三木の語りが入る。
B面：「"月光仮面"によせるこうきょうがく」（演奏 - ムーンライト'71 / 編曲 - クニ河内）。小川寛興作曲版「月光仮面は誰でしょう」をインストゥルメンタルでカバー。
「月光仮面は誰でしょう」
池田頼光、池田繁久。1971年発売。インストゥルメンタル。編曲および、曲中の台詞・効果音・演奏はすべて名義の2人が担当。B面曲は前川洋子（前川陽子?）、ヤング・フレッシュの「ひょっこりひょうたん島」。
「ソウル 月光仮面」
ムーン・ライト・マスク・バンド（編曲 - モンロー沢）。小川寛興作曲版「月光仮面は誰でしょう」のカバー。
「Rockin' on the 月光仮面」
SPEEDWAY（TM NETWORKの木根尚登、宇都宮隆、小室哲哉がTM開始前に所属していたバンド）が、1981年劇場公開版とタイアップした「プラッシー」のCMソングとして歌った小川寛興作曲版「月光仮面は誰でしょう」のカバー（編曲もSPEEDWAY自身が担当）。1980年発売。
「月光仮面は誰でしょう」
寺内タケシとブルージーンズ。1994年発売の通信販売限定10枚組CD全集『ギターとともに』より、子供向けアニメソングなどのカバーを収録した『9.子供大集合』に収録。
「いい事ばかりはありゃしない」
RCサクセション。1980年発売。歌詞に月光仮面が使われているが、ここでは生理（月経）を意味している。

### ディスコソング
Amusement Square が「ディスコ月光仮面」として旧作の主題歌をカバーした。

### CM
「プラッシー」(武田食品工業（現：ハウスウェルネスフーズ）)
2作製作されており、CMソングはSPEEDWAY「Rockin' on the 月光仮面」。登場する月光仮面は初代に忠実に再現しており、2作目では水上バイクを駆り海に登場している。
「ピカイチメイト」(ニコン)
「月光仮面は誰でしょう」をBGMに、月光仮面がサタンの爪をカメラに撮るという演出。
「ターセル」(トヨタ自動車)
オートバイに乗った月光仮面がターセルと競争するというCM。BGMの「月光仮面は誰でしょう」はターセルを歌った替え歌で、ささきいさおの歌唱。登場する月光仮面とオートバイは1972年のアニメ版を実写化したデザインとなっている。

### パチンコ・パチスロ機
- 2002年にパチスロ機『月光仮面』が北電子から発売された（タイアップ機）。リール配列やゲーム性は同社の『ジャグラー』シリーズと同じ。
- 2005年にパチンコ機『月光仮面』が株式会社平和から発売された（タイアップ機）。
- 2008年にパチスロ機『月光仮面』が北電子から発売された（タイアップ機）。機種名は前と同じだが、液晶が搭載された5号機になった。

### ドラマCD
月光仮面
2007年6月21日にモモグレから発売。主題歌として関智一が歌う「月光仮面は誰でしょう」を収録。
キャスト
- 月光仮面：？
- 祝十郎 - 石田彰
- 楯岡和志 - 子安武人
- ジャック - 中井和哉
- 袋五郎八 - 関智一
- しげる - 宮田幸季
- 桐嶋竜二 - 保志総一朗
- 松田警部 - 大川透
- どくろ仮面 - 鳥海浩輔

月光仮面ビギンズ サタンの爪
2009年3月26日にモモグレから発売。主題歌として関智一が歌う「月光仮面は誰でしょう」、ヒロカズが歌う「月光のバラード」（作詞 - 月野景 / 作曲 - ヒロカズ / 編曲 - 森正明）を収録。
キャスト
- 月光仮面：？
- 祝十郎 - 石田彰
- 袋五郎八 - 関智一
- しげる - 宮田幸季
- 松田警部 - 大川透
- 榊冬馬 - 代永翼
- 榊幸雄 - 藤原啓治
- クイーン - 櫻井孝宏
- サタンの爪 - 速水奨
- 日光聖人 - 納谷六朗

### 舞台演劇
光芒のマスカレード-月光仮面異聞-
2019年7月26日から8月12日にかけて全26公演が新宿村LIVEで公演。『月光仮面』の放送60周年を記念した、実力派演劇集団「GEKIIKE」による舞台化作品。月光仮面役を鷲尾修斗、舞台オリジナルキャラクターで月光仮面のライバルとなる新月仮面役を伊阪達也が担当。
キャスト
- 月光仮面/桐生社 - 鷲尾修斗
- 新月仮面/神代誉 - 伊阪達也
- 紅蓮 - 秋沢健太朗
- 神代勲 - 成松慶彦
- 桐生要 - 山沖勇輝
- 香坂秋人 - 原野正章
- 真宮久遠 - 山口侑佑
- 伏見切桐 - 松本唯
- 衣笠伊吹 - 堀田怜央
- 氷雨 - 久野木貴士
- 御厨久五郎 - 武内恭彦
- 雪平天馬 - 松村凌太郎
- 風牙 - 山根理輝
- 稲田薫子 - 大林ちえり
- 田上春 - 櫻木優羽夏
- 鳳征男 - 毛利光汰
- 剣持勝利 - 二宮禎祥
- 田上弘 - 有沢優兎
- 東雲莞爾 - 樋口夢祈

スタッフ
- 原作 - 川内康範
- 脚本 - 木村純子
- 演出 - 樋口夢祈
- 企画・主催 - スタービートエンターテイメント合同会社

### 客演
1999年公開のスタジオジブリ製作、高畑勲監督のアニメ映画『ホーホケキョ となりの山田くん』。劇中で少年時代の憧れのヒーローとして月光仮面が登場。月光仮面の主題歌が流れ、川内が協力としてクレジットされている。
2019年公開の映画ロバマンにもロバマンの協力者の一人として登場している。

### パロディ
- 『けっこう仮面』（永井豪）
- コーヒー仮面（『おじゃる丸』）
- ガッコー仮面（『ドラえもん』）
- 絶交仮面（『おぼっちゃまくん』、フルタ製菓『ドキドキ学園チョコ』の妖怪シール）
- 鶴光仮面（笑福亭鶴光）
- 激口仮面（1973年ごろ、テレビ朝日系・前田武彦司会のバラエティ番組『前武のヤング・アップ』の1コーナー）
- デンコー仮面（江守徹、2001年から2002年ごろ、デンコードーのCMより）

上記の他、映画『ホーホケキョ となりの山田くん』作中にて、家長である山田たかしが子供のころにあこがれていた月光仮面に想いを馳せ、家族に乱暴狼藉を働く暴走族を成敗する月光仮面に扮する妄想を抱くエピソードが登場している。

## 社会現象
汚職や疑獄事件が明るみに出ると、新聞や雑誌の論評や投稿欄には現在でも「月光仮面」を名乗る覆面作家や匿名読者から疑惑の政治家を糾弾する記事や投稿が目立つようになったり、時には月光仮面の扮装で辻立ちしたりする者まで現われることがある（例：辻山清）。
学生運動隆盛時には神戸の関西学院大学全共闘などが「月光仮面社会主義共和国」を標榜しKGと同学の月の学章をあしらったパロディを物した。その周辺にいた学生黒井考人は1973年8月に筑摩書房から発刊された雑誌『終末から』第2号に「月光仮面社会主義共和国建国秘録」を掲載した。

## 特別企画

### 月光仮面誕生50周年プロジェクト
番組誕生50年にあたる2008年に、宣弘社によって実施され、平凡社新書から番組製作時の秘話やメディア情勢を分析した『「月光仮面」を創った男たち』（樋口尚文著）が出版された。月光仮面と祝十郎探偵に扮した大瀬康一と1995年に没したプロデューサーの西村俊一への生前のインタビューなどが収録され、原作者の川内康範、企画者の小林利雄、監督の船床定男らが、番組を創造していった過程を詳述している。

### 月光仮面 FOREVER
誕生50年を記念し2008年7月3日、4日にCSで放送された番組で関係者のインタビューやテレビシリーズの映像を振り返るという形で構成されている。本編のDVDは2010年4月23日発売。

### テレビドラマ復刻版・第1話
2011年1月1日、ファミリー劇場にて放送。各部解説>第1部 どくろ仮面篇に記載した通り、破棄されてしまい現存しないテレビドラマ第1話「月光仮面現わる」を、出来るだけオリジナルに近づけて“復刻”したもの。セリフは関係者の証言や資料を元にし、映像は第2話以降の素材などを組み合わせた。オリジナルの第1話は30分枠で放送されたが、いくつかの証言から半分は出演者によるトークだった可能性もあり、約12分強で製作された。
なおアフレコに際しては、祝十郎を演じた大瀬康一が約半世紀ぶりに担当した。
- 出演
  - 祝十郎 - 大瀬康一
  - 月光仮面 - ？
  - 声の協力 - 俳協
    - 大瀬を除く、オリジナル出演者映像へのアフレコを所属俳優たち（非公表）が行った。
- スタッフ
  - 原作：川内康範（小説『月光仮面 恐怖の秘密兵器』、TBS『調査情報』NO.98〈1967年5月〉より）
  - 企画：小柳大侍
  - 脚色：岩佐陽一
  - 音楽：小川寛興　まついえつこ
  - 制作協力：BAD TASTE
  - 製作：宣弘社(監修も担当）、東北新社

### モニュメント
月光仮面の像
アニメ版デザインをモデルにしたFRP製の立像が、北海道函館市松風町にある。これは松風町出身の原作者・川内康範から1974年4月思い出の地にと寄贈されたものである。
石碑
川内が晩年居を構えた三沢市には月光仮面の絵と「憎むな、殺すな、赦しましょう」の言葉が刻まれた石碑が建てられている。